# Äkäsjoki

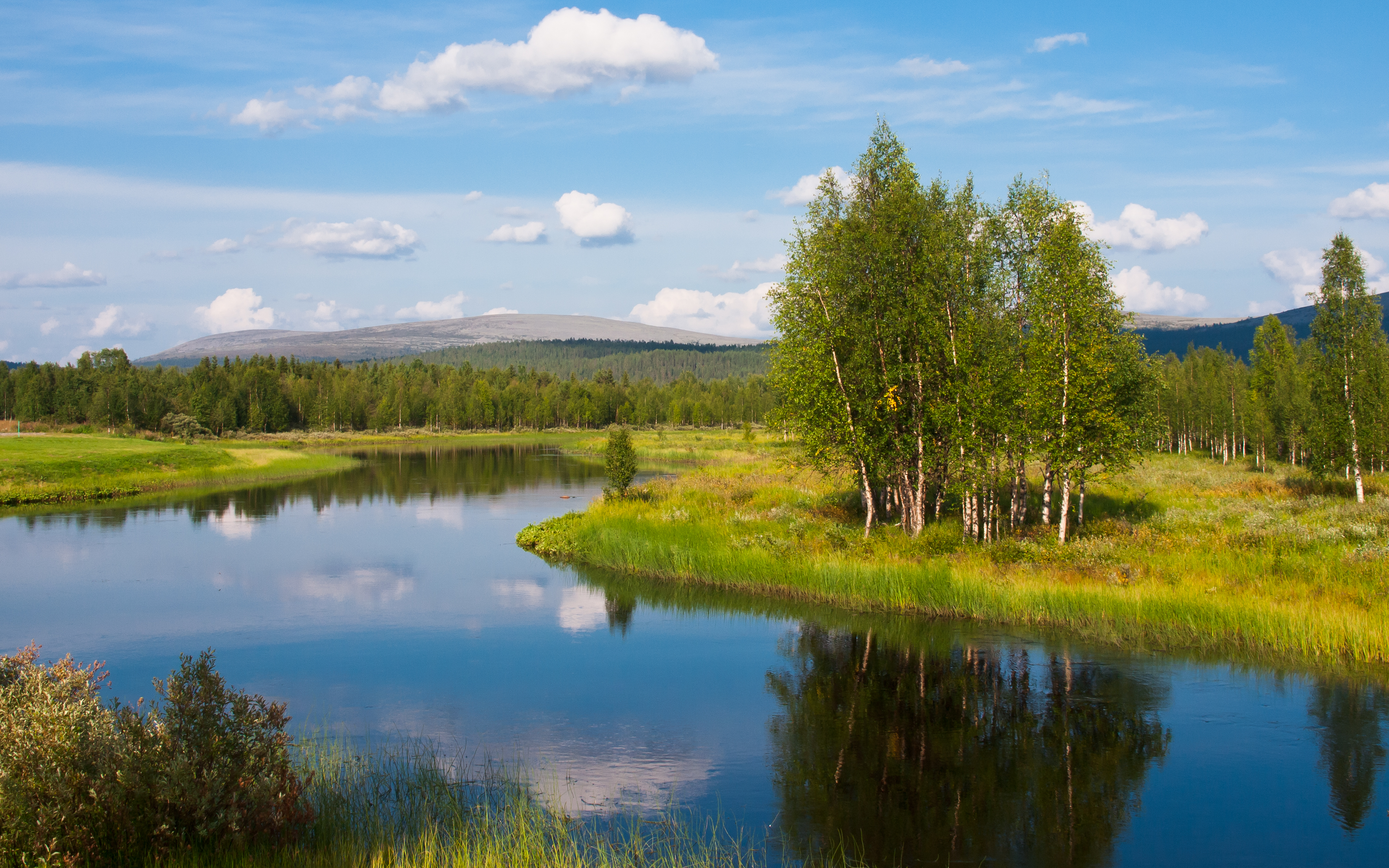
Äkäsjoki (2013)

Der Äkäsjoki ist ein Fluss im Westen von Finnisch-Lappland.
Er hat seinen Ursprung im See Äkäsjärvi östlich von Muonio.
Er fließt in südlicher Richtung nach Äkäslompolo und wendet sich dann nach Südwesten, bevor er nach 60 km in den Muonionjoki mündet.
Somit gehört er zum Einzugsgebiet des Tornionjoki.
Im Äkäsjoki gibt es Lachse und Forellen.
Der Bahnhof Äkäsjoki (18 Kilometer nördlich von Kolari) war zeitweise der nördlichste Punkt des finnischen Eisenbahnnetzes. Hier existierte ein Kalksteinbruch und eine Zementfabrik. Seit dem 9. Januar 2005 ruht der Verkehr. Sämtliche Gebäude sind abgerissen.